# Samsung Omnia 7
De Samsung Omnia 7 is een smartphone van het Zuid-Koreaanse bedrijf Samsung. De telefoon draait op Windows Phone 7.

## Hardware
De voorkant van het toestel bestaat uit het scherm en de drie bekende WP7-knoppen: de terugknop, de startknop en de knop met zoekfunctie. De Samsung Omnia 7 heeft een Super AMOLED-aanraakscherm met een grootte van 4,0 inch en met een resolutie van 480 bij 800 pixels. Aan de rechterzijde bevindt zich de aan-uitknop, een microUSB-poort en een cameraknop. Aan de linkerzijde bevindt zich alleen de volumeknop. Op de achterkant is er een 5 megapixel-cameralens en een flitser aanwezig.